# Lejos de ti (canción)
«Lejos de ti» es una canción compuesta por el cantautor peruano Pelo D'Ambrosio de estilo huayno y folk contemporáneo. El tema ha sido cantado y grabado en Argentina, Chile, Estados Unidos, República Dominicana, Uruguay, Ecuador, entre otros. En el Perú suena también al ritmo de cumbia.

## Recepción
La canción ha sido regrabada en bachata con gran éxito en las voces del Grupo Extra y después también grabada en el Brasil con la versión Longe de mim por el cantante brasileño Robson Santos Bachata (Ray Robson).
La canción Lejos de ti fue muy bien recibida por los medios y cantada en diferentes países, cual dieron buenos comentarios del sencillo.
No obstante, Descemer Bueno criticó la canción por tener un ánimo «down». Eso tras la demanda al intérprete por usar extractos del coro Lejos de ti para el sencillo Bailando de Enrique Iglesias.

## Versiones y regrabaciones
- Ráfaga (Argentina)
- Grupo Candela
- Grupo Extra - Lejos de ti
- Robson Santos Bachata (Ray Robson)  - Longe de mim (Brazil)
- El Dipy (Argentina)
- Los Askis (México)
- Los Tekis (Argentina)
- Los Maravillosos (Perú)
- Gerardo Morán (Ecuador)
- Orquesta Candela
- La 7_55 (Bolivia)
- Tongo
- Eva Ayllon
- Toño Centella
- Américo (Chile)
- Milena warthon.
- Jorge Rojas (argentina)

## Créditos
- Sergio D'Ambrosio Robles – Voz principal, Guitarra
- Pata Amarilla - Banda